# Hans-Georg Dulz
Hans-Georg Dulz (31. října 1936 – 16. února 2022, Braunschweig) byl německý fotbalista, záložník a útočník.

## Fotbalová kariéra
Hrál za Borussii Dortmund, SSV Reutlingen 05, Hamburger SV, Eintracht Braunschweig a ve Švýcarsku za FC Aarau. S Eintrachtem Braunschweig vyhrál v roce 1967 Bundesligu. V Bundeslize nastoupil ve 109 utkáních a dal 15 gólů. V Poháru mistrů evropských zemí nastoupil v 5 utkáních a dal 2 góly.

## Ligová bilance
| Ročník                               | Zápasy | Góly | Klub                   |
| ------------------------------------ | ------ | ---- | ---------------------- |
| Německá fotbalová Bundesliga 1963/64 | 23     | 4    | Eintracht Braunschweig |
| Německá fotbalová Bundesliga 1964/65 | 14     | 2    | Eintracht Braunschweig |
| Německá fotbalová Bundesliga 1965/66 | 24     | 2    | Eintracht Braunschweig |
| Německá fotbalová Bundesliga 1966/67 | 32     | 5    | Eintracht Braunschweig |
| Německá fotbalová Bundesliga 1967/68 | 16     | 2    | Eintracht Braunschweig |
| CELKEM Bundesliga                    | 109    | 15   |                        |